# No One Gets the Prize
«No One Gets the Prize» (с англ. — «Приз не достанется никому») — песня, записанная американской певицей Дайаной Росс для её альбома The Boss 1979 года. Авторами и продюсерами песни выступили Николас Эшфорд и Валери Симпсон.
Песня была выпущена как второй сингл в Европе в сентябре 1979 года, где смогла достичь 59-го места в чарте Британии. Большим успехом, хотя и не была выпущена так как сингл, композиция пользовалась в США: как часть всего альбома The Boss она поднялась до вершины диско-чарта Billboard, и как часть медли с песней The Boss — до вершины танцевальных чартов журналов Cash Box и Record World, в последнем была признана также четвёртой самой популярной диско-записью.
В 2020 году ремикс песни Эрика Каппера был включён в альбом Supertonic: Mixes.

## Список композиций
7" сингл
A. «No One Gets the Prize» — 3:52
B. «Never Say I Don’t Love You» (Грег Райт, Карин Паттерсон) — 3:50
12" сингл
A. «It’s My House» (Николас Эшфорд, Валери Симпсон) — 6:03
B. «No One Gets the Prize / The Boss» (Николас Эшфорд, Валери Симпсон) — 6:38
12" сингл
A. Medley (Холланд — Дозье — Холланд) — 10:00
- «Stop! In the Name of Love»
- «Back in My Arms Again»
- «Come See About Me»
- «Love Is Like an Itching in My Heart»
- «Where Did Our Love Go»
- «Baby Love»

B. «No One Gets the Prize / The Boss» — 6:38

## Чарты

### Еженедельные чарты
| Чарт (1979)                          | Высшая позиция |
| ------------------------------------ | -------------- |
| Великобритания (UK Singles Chart)    | 59             |
| США (Billboard Disco Top 80)         | 1              |
| США (Cash Box Top 40 Disco)          | 1              |
| США (Record World Disco File Top 50) | 1              |

### Годовые чарты
| Чарт (1979)                          | Позиция |
| ------------------------------------ | ------- |
| США (Record World Disco File Top 50) | 4       |